# Jak–11
A Jak–11 (a Magyar Néphadseregben Ölyv néven) rendkívül sikeres oktatógép volt, amelyet a Szovjetunió és szövetségesei széles körben használtak.

## Története
A Jak–3-as vadászrepülőgép alapján fejlesztették ki. Első prototípusa 1945. november 10-én repült; 1946-ban állították hadrendbe. Összesen 3859 példány készült belőle 1947 és 1956 között. 1953-tól további 707 példányt készített Csehszlovákiában a Let Kunovice licenc alapján LET C–11 típusjellel. A Varsói Szerződés minden tagállamában, valamint sok  afrikai, közel-keleti és ázsiai országban használták, mint Afganisztán, Albánia, Algéria, Kína, Egyiptom, Indonézia, Irak, Észak-Korea, Szomália, Szíria, Vietnám, Jemen; ezenkívül Ausztriában is alkalmazták.
A gépből még mintegy 120 példány van repülőképes  állapotban, gyűjtők tulajdonában világszerte. Gyakran feltűnik versenyeken és bemutatókon.

## Magyarországon
Összesen 64 Jak–11 került Magyarországra, az utolsó 19 gép már Csehszlovákiából érkezett.

## Kapcsolódó szócikk
- Magyar Repüléstörténeti Múzeum